# Sant Esteve de Ferriols
Sant Esteve de Ferriols és una ermita de Bellprat (Anoia) inclosa a l'Inventari del Patrimoni Arquitectònic de Catalunya.

## Descripció
Es troba a frec del mas dels Ferriols i a la partió de les comarques de la Conca de Barberà i l'Anoia; a la partió dels municipis de Bellprat i Santa Coloma de Queralt i a la partió de les províncies de Barcelona i Tarragona.
És una ermita romànica de línies rústegues i senzilles amb porta adovellada. L'interior té volta lleugerament apuntada a un dels costats i dos arcs de mig punt al lateral d'una paret. L'altar, de pedra, està sobrealçat. Hi ha un nínxol, d'època posterior (potser del segle xviii) per a imatge. La coberta és a un vessant.

## Història
Segons Francesca Español, va ser construïda entre finals del segle XII i principis del segle xiii. Cent anys més tard, a principis del segle xiv, rep deixes testamentàries, documentades en els arxius notarials de Santa Coloma de Queralt.